# Timothy Blake
Timothy Blake is een Amerikaanse actrice, scenarioschrijfster, filmregisseuse en filmproducente. 

## Carrière
Blake begon in 1966 met acteren in de televisieserie Perry Mason. Hierna heeft zij nog meerdere rollen gespeeld in televisieseries en televisiefilms zoals The Odd Couple (1970), Starsky and Hutch (1975), New York, New York (1977), Mork & Mindy (1979), Laverne & Shirley (1978-1983) en Beverly Hills, 90210 (1991). In 1998 acteerde zij voor het laatst en wat zij hierna heeft gedaan is niet bekend.
Blake heeft in 1996 een korte film geschreven, geregisseerd en geproduceerd met de naam Life Happens. Voor deze televisiefilm werd zij in 1998 genomineerd voor de Grote Prijs van de Stad Portimão van het Festival Internacional de Cine do Algarve.

## Filmografie

### Films
Selectie:
- 1998 Twice Upon a Time – als dr. Rhammy
- 1985 Fever Pitch – als Babs
- 1984 Dreamscape – als mrs. Blair
- 1984 Finders Keepers – als Estelle Norris
- 1978 Who'll Stop the Rain – als Jody
- 1977 New York, New York – als verpleegster
- 1976 The Bad News Bears – als mrs. Lupus
- 1974 Hangup – als Gwen

### Televisieseries
Uitgezonderd eenmalige gastrollen.
- 1989 Hard Time on Planet Earth – als mrs. Yardley (2 afl.)
- 1980 CBS Afternoon Playhouse - als Sally (5 afl.)